# Uwe Laucken
Uwe Laucken (* 1941 in Berlin) ist ein deutscher Sozialpsychologe und emeritierter Psychologe der Carl von Ossietzky Universität Oldenburg.

## Leben
Seine Schulzeit verbrachte er in Česká Lípa und in Bad Neustadt an der Saale, wo er 1962 das Abitur ablegte. Danach folgte das Studium der Psychologie an der Freien Universität Berlin und 1968 das Diplom in Psychologie. Anschließend hatte er eine Assistentenstelle an der Eberhard Karls Universität Tübingen; 1973 promovierte er hier 1973 zum Dr. phil. 1974 nahm er einen Ruf an die Universität in Oldenburg an.

## Werk
Das Thema Sozialpsychologie wurde von ihm in mehreren Lehrbüchern abgehandelt. Daneben hat er sich mit der Geschichte der Psychologie auseinandergesetzt und biografische Beiträge zu herausragenden Psychologen verfasst.
Am Beginn seiner akademischen Karriere beschäftigte er sich in der Nachfolge von Fritz Heider mit dem Thema der Alltagspsychologie bzw. der Attributionstheorien (in seiner Diktion „Naive Verhaltenstheorie“), d. h. mit der Frage, wie Menschen sich selbst interpretieren bzw. wie sie kausale Erklärungen für Verhaltensweisen von sich und anderen Menschen vornehmen. Diese naiven Annahmen werden als eine Bedingung für das Verhalten von Menschen angesehen und sie sind auch ein Gesichtspunkt für psychologische Interventionen im Sinne der Attributionstherapie. In methodischer Sicht hat er sich mit der Logographie alltäglichen Lebens befasst.

## Ehrungen/Positionen
- Vize-Rektor der Carl von Ossietzky Universität Oldenburg (als Staatskommissar eingesetzt)
- Dekan des Departments für Psychologie der Universität Oldenburg
- 2004–2006: Mitherausgeber des Journals für Psychologie

## Publikationen (Auswahl)
Monografien
- Wie wird aus dem Lebensmoment das Lebensmoment?  BIS Verlag, Oldenburg 2007, ISBN 978-3-8142-2072-7.
- Zwischenmenschliches Vertrauen: Rahmenentwurf und Ideenskizze. BIS Verlag, Oldenburg 2001, ISBN 978-3-8142-0760-5.
- Mit August Schick; Holger Höge: Einführung in das Studium der Psychologie. Eine Orientierungshilfe für Schüler und Studenten (7., aktualisierte und vollst. überarb. Aufl.). Klett-Cotta Verlag, Stuttgart 1996, ISBN 978-3-608-91742-0.
  - (tschechische Ausgabe): Úvod do studia psychologie. ISV Nakladat Verlag, Praha 1999, ISBN 80-85866-41-2.
- Sozialpsychologie: Geschichte, Hauptströmungen, Tendenzen. BIS Verlag, Oldenburg 1998, ISBN 978-3-8142-0619-6.
- Individuum, Kultur, Gesellschaft. Eine Begriffsgeschichte der Sozialpsychologie. Huber Verlag, Bern 1994, ISBN 978-3-456-82518-2.
- Denkformen der Psychologie, dargestellt am Entwurf einer Logographie der Gefühle. Huber Verlag, Bern 1989, ISBN 978-3-456-81839-9.
- Mit Ulrich Mees: Logographie alltäglichen Lebens: Leid, Schuld und Recht in Beschwerdebriefen über Lärm. Holzberg Verlag Oldenburg 1987, ISBN 978-3-87358-287-3.
- Naive Verhaltenstheorie. Ein Ansatz zur Analyse des Konzeptrepertoires mit dem im alltäglichen Lebensvollzug das Verhalten der Mitmenschen erklärt und vorhergesagt wird. Klett Verlag, Stuttgart 1974, ISBN 978-3-12-925260-4 (zugleich Diss. an der Univ. Tübingen).

Herausgeberschaften
- Mit Peter Day; Urs Fuhrer (Hrsg.): Umwelt und Handeln. Ökologische Anforderungen und Handeln im Alltag. Festschrift zum 60. Geburtstag von Gerhard Kaminski. Attempto, Tübingen 1985, ISBN 978-3-921552-58-2.
- Didaktik der Psychologie.  Klett Verlag, Stuttgart 1977, ISBN 978-3-12-924900-0.

Zeitschriftenartikel/Buchbeiträge
- Fritz Heider: The psychology of interpersonal relations (1958). In Helmut E. Lück; R. Miller; G. Sewz (Hrsg.): Klassiker der Psychologie. Die bedeutenden Werke: Entstehung, Inhalt und Wirkung (S. 239–243). Kohlhammer, Stuttgart 2018.
- Johann Friedrich Herbart: Psychologie als Wissenschaft, neu gegründet auf Erfahrung, Metaphysik und Mathematik (1824/25). In H. E. Lück: R. Miller;  G. Sewz (Hrsg.): Klassiker der Psychologie. Die bedeutenden Werke: Entstehung, Inhalt und Wirkung (S. 27–31). Kohlhammer, Stuttgart 2018.
- Über die semantische Blindheit einer neurowissenschaftlichen Psychologie: Oder: Was hätte uns eine so gewendete Psychologie zum "Dialog der Kulturen" zu sagen? In: Journal für Psychologie, 2003,11 (2), S. 149–175.
- Psyche und Subjekt im Denken antiker Philosophen: heilende Selbstbehandlung und lebensweltliches Sein. In: Hans-Wolfgang Hoefert; Christoph Klotter (Hrsg.): Neue Wege der Psychologie: eine Wissenschaft in der Veränderung (S. 231–247). Asanger, Heidelberg 1994.
- "Gibt es Willensfreiheit?" Möglichkeiten der psychologischen Vergegenständlichung von "Willens-, Entscheidungs- und Handlungsfreiheit". In: Forum qualitative Sozialforschung, 2005, 6 (1).
- Mit Annette Schmitt; Ulrich Mees: Logografische Analyse sozial prozessierender Texte. In: Forum qualitative Sozialforschung, 2001, 2 (1).
- Mit Ulrich Mees: Motivationspsychologisches Umgangswissen als kulturell tradiertes Ordnungsangebot. In: Julius Kuhl; Heinz Heckhausen (Hrsg.): Enzyklopädie der Psychologie. Motivation und Emotion. Bd. 4: Motivation, Volition und Handeln (S. 3–67). Hogrefe – Verlag für Psychologie, Göttingen 1996.
- Situation: Psychologie und Soziologie. In: J. Ritter; K. Gründer (Hrsg.): Historisches Wörterbuch der Philosophie. Bd. 9 (S. 929–937). Schwabe, Basel 1996.
- Zur Befreiung des psychologischen Denkens vom biologischen Reduktionismus. In: Psychologische Beiträge, 1998, 40, S. 139–158.
- Begriffe des Handelns. Ontische und funktionale Differenzen. In: Jürgen Straub; Hans Werbik (Hrsg.): Begriff und Erklärung des Handelns im interdisziplinären Diskurs (S. 49–73). Campus, Frankfurt a. M. 1999.
- Psychologic and the semantics of social intercourse. In: Scandinavian Journal of Psychology, 1999, 40, Suppl. 55–58.
- Verstehen gegen Erklären: Nekrolog auf einen Gegensatz. In: Journal for General Philosophy of Science, 1976, 7 (1), S. 113–118.